# Bagna (województwo lubelskie)
Bagna – kolonia w Polsce położona w województwie lubelskim, w powiecie radzyńskim, w gminie Komarówka Podlaska.
W latach 1975–1998 miejscowość administracyjnie należała do województwa bialskopodlaskiego.